# Krayenberg
Le Krayenberg est une montagne culminant à 428 m d'altitude dans l'arrondissement de Wartburg, dans le Land de Thuringe.
Le Krayenberg se situe dans la vallée de la Werra entre les communes de Krayenberggemeinde et Tiefenort. Il fait partie de la région naturelle du Salzunger Werrabergland. La toponymie se réfère au château-fort à son sommet.